# Elektrochemische Rastertunnelmikroskopie

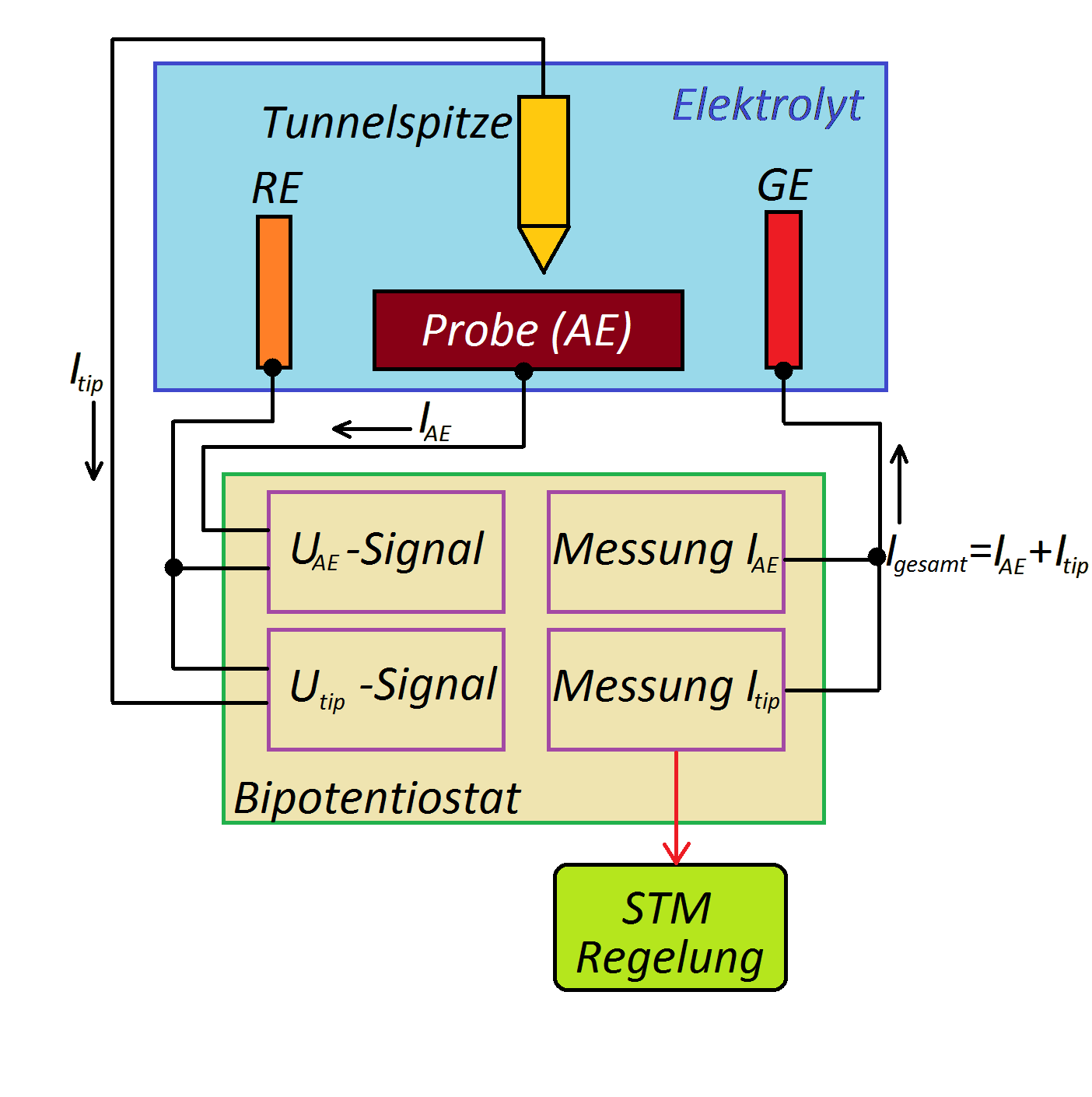
Prinzip eines elektrochemischen Rastertunnelmikroskops. AE ist die Arbeitselektrode (zu untersuchende Oberfläche), RE die Referenzelektrode und GE die Gegenelektrode. Als vierte Elektrode wird die Tunnelspitze über die Oberfläche bewegt, um die Topographie zu messen.

Die elektrochemische Rastertunnelmikroskopie (englisch electrochemical scanning tunneling potentiometry, ECSTM) ist eine Abwandlung des Rastertunnelmikroskops und wurde 1988 durch K. Itaya und E. Tomita entwickelt. Mit Hilfe der ECSTM ist es möglich die lokale Morphologie einer Oberfläche Ångström-genau innerhalb einer elektrochemischen Umgebung zu erfassen. Sie vereint hiermit die integrale elektrochemische Messung mit der lokalen Untersuchung der Topographie.

## Messprinzip
Ausgehend von der klassischen Rastertunnelmikroskopie bleibt das Messprinzip der Topographie grundsätzlich identisch. Es wird eine Spannung zwischen der Tunnelspitze und der Oberfläche angelegt, welche bei einem ausreichend kleinen Abstand einen Tunnelstrom ermöglicht. Beim ECSTM ist jedoch die Oberfläche und die Spitze in einen Elektrolyten getaucht und so kann zusätzlich das elektrochemische Verhalten untersucht werden. Für die elektrochemische Messung wird das Potential {\displaystyle U_{\text{AE}}} der Arbeitselektrode (die zu untersuchende Oberfläche) gegenüber einer Referenzelektrode eingestellt und gemessen, wobei der Stromfluss über eine Gegenelektrode erfolgt. Wegen dieser Drei-Elektroden-Technik und der notwendigen Einstellung der Tunnelspannung an der Spitze {\displaystyle U_{\text{tip}}} gegenüber der Probe werden zwei Potentiostate zur Bereitstellung und Auslesung aller nötigen Signale benutzt. Hierdurch kann man auch Cyclovoltammetrie-Messungen mit gleichzeitiger Untersuchung der Topographie mit dem ECSTM vollführen. Für die ECSTM gibt es ein gewichtiges Problem. An der Tunnelspitze können, neben dem gewollten Tunneleffekt auch elektrochemische Prozesse ablaufen, die eine Abbildung der Probenoberfläche verhindern würden. Daher wird das elektrochemische Potential der Tunnelspitze derart eingestellt, dass faradaysche Prozesse an der Spitze unterbunden werden. Weiterhin sollten größere Potentialänderungen während der Topographie-Messung vermieden werden, da dies zur Umsortierung der elektrochemischen Doppelschicht und somit zu störenden kapazitiven Strömen führt. Da die beiden störenden Beiträge zum Stromsignal proportional mit der Fläche der Tunnelspitze zunehmen, wird diese großflächig mit einem isolierenden Wachs oder Kunststoff überzogen. Lediglich der Spitzenapex bleibt unisoliert und ermöglicht weiterhin den Tunnelvorgang zwischen Spitze und Oberfläche.

## Anwendung
Mit Hilfe der ECSTM lassen sich die elementaren Prozesse zur Abscheidung und Auflösung von elektrochemischen Schichten an der Arbeitselektrode untersuchen. Hierdurch gewinnt man ein vertieftes Verständnis der elektrochemischen Prozesse, wie zum Beispiel Bedeckungskonfiguration der beteiligten Spezies. Insbesondere bei der Cyclovoltammetrie kann die ECSTM entscheidende Beiträge zum verbesserten Verständnis der mikroskopischen Elektrochemie leisten.